# Communauté de communes Artois-Flandres
La communauté de communes Artois-Flandres (CCAF) est une ancienne communauté de communes française, située dans le département du Pas-de-Calais et la région Hauts-de-France, arrondissement de Béthune.
Elle a fusionné avec ses voisines pour former, le 1er janvier 2017, la communauté d'agglomération de Béthune-Bruay, Artois-Lys Romane.

## Historique
La communauté de communes a été créée par arrêté préfectoral en date du 28 décembre 2000 et regroupe les communes de  l’ancien district d’Isbergues et l’ancienne communauté de communes des Flandres Artésiennes.
Dans le cadre des dispositions de la loi portant nouvelle organisation territoriale de la République (Loi NOTRe) du 7 août 2015, qui prévoit que les établissements publics de coopération intercommunale (EPCI) à fiscalité propre doivent avoir un minimum de 15 000 habitants,  elle fusionne avec la communauté d'agglomération de l'Artois et la Communauté de communes Artois-Lys pour former le 1er janvier 2017 la Communauté d'agglomération de Béthune-Bruay, Artois-Lys Romane.

## Territoire communautaire

### Géographie
La communauté constituait un territoire picard situé aux confins de la Flandre française et de l’Artois, situé à mi-distance de Béthune et de Saint-Omer.

### Composition
La communauté de communes était composée en 2016 des 14 communes suivantes :
- Isbergues
- Blessy
- Estrée-Blanche
- Lambres
- Liettres
- Ligny-lès-Aire
- Linghem
- Mazinghem
- Quernes
- Rely
- Rombly
- Saint-Hilaire-Cottes
- Witternesse

## Administration

### Siège
Le siège de l'intercommunalité était à Isbergues, Place Jean-Jaurès.

### Élus
La communauté d'agglomération était administrée par son Conseil communautaire, composé de 56 conseillers municipaux représentant les 14 communes membres.
À la suite des élections municipales de 2014 dans le Pas-de-Calais, le conseil communautaire du 24 avril 2014 a réélu son président Jacques Napieraj, maire d’Isbergues, et désigné ses quatre vice-présidents, qui sont :
1. Christophe Fiancette, maire de Guarbecque ;
2. Serge Tirloir, maire de Lambres ;
3. Jean-Jacques Martel, maire de Mazinghem ;
4. Bernard Delétré, maire d’Estrée-Blanche[4].

Ensemble, ils formaient le bureau de l'intercommunalité pour le mandat 2014-2016.

### Liste des présidents
| Période    | Période       | Identité         | Étiquette | Qualité                                                                                               |
| ---------- | ------------- | ---------------- | --------- | --- |
| avant 2005 | décembre 2016 | Jacques Napieraj | PS        | Maire d’Isbergues (1998 → ) Vice-président de la CA de Béthune-Bruay, Artois-Lys Romane (2017 →2020 ) |

### Compétences
L'intercommunalité exerçait les compétences qui lui avaient été transférées par les communes membres, dans les conditions définies par le code général des collectivités territoriales. Il s'agissait de : 
- Aménagement de l’espace :
  - Instruction des permis de construire ;
  - Plan local d’urbanisme (PLU) ;
  - Participation à l’élaboration du schéma de cohérence territorial (SCOT) à l’échelle de l’arrondissement de Béthune ;
  - Entretien des cours d’eau ;
  - Certains travaux de voirie communautaire.
- Actions de développement économique, local, touristique, culturel :
  - Création au 1er janvier 2006, avec la communauté de communes Artois-Lys, d’un Pays, le Pays de la Lys Romane afin de permettre l’aboutissement de projets de plus en plus diversifiés couvrant une plus grande partie du territoire ;
  - 4 Zones d’Activités :
- ZA du Mont de Cocagne avec une pépinière d’entreprises Haute Qualité Environnementale (H.Q.E)
- ZA de Mazinghem avec un bâtiment relais artisanal
- ZA de la Roselière
- ZA de Guarbecque dotée d’un quai public fluvial de 120m de long, en bordure du Canal Dunkerque-Escaut.
- Action de protection et de mise en valeur de l’environnement :
  - Collecte, traitement, élimination des déchets ;
  - Service de nettoiement. public (balayeuse) ;
  - Assainissement des eaux usées, collectif et non collectif ;
  - Entretien des ouvrages d’assainissement eaux pluviales.
- Actions d’entretien, d’aménagement et de développement du cadre de vie :
  - Éclairage public ;
  - Service de transport scolaire et de personnes âgées (minibus) ;
  - Espaces verts d’intérêt communautaire.
- Participations et aides financières pour des actions d’intérêt public :
  - Service départemental d’incendie et de secours (SDIS) ;
  - Lutte contre le chômage et l’exclusion ;
  - Soutien aux entreprises ;
  - Lutte contre les inondations.
- Logement - Habitat :
  - Opération programmée d'amélioration de l'habitat (OPAH) ;
  - Programme local de l'habitat (PLH).
- Aide et soutien techniques aux communes membres :
Maîtrise d’œuvre déléguée pour des travaux bureau d’étude (études de projet, contrôles techniques et financiers, exécution de travaux).
- Développement et aménagement sportif :
construction, aménagement, entretien et gestion d’équipements sportifs d’intérêt communautaire.
- Création et gestion d’un Relais d'assistantes maternelles (RAM) :
Accompagnement des assistantes maternelles dans leurs pratiques quotidiennes. Animations et ateliers dédiés à l’éveil et à la sociabilisation des jeunes enfants[6].

### Régime fiscal et budget
La communauté de communes était un établissement public de coopération intercommunale à fiscalité propre.
Afin de financer l'exercice de ses compétences, la communauté de communes percevait une fiscalité additionnelle aux impôts locaux des communes, avec fiscalité professionnelle de zone (FPZ ) et sans fiscalité professionnelle sur les éoliennes (FPE).

## Pour approfondir